# Ejanding
Ejanding is een plaats in de regio Wheatbelt in West-Australië.

## Geschiedenis
Ten tijde van de Europese kolonisatie leefden de Balardong Nyungahin de streek.
In 1846 maakte ontdekkingsreiziger Augustus Charles Gregory melding van een bron, de 'Hejanding Well'. De naam van de bron was Aborigines van oorsprong.
In 1910 heette het dorp Amery Ejanding. Rond 1927 werd een spoorweg tussen Amery, toen nog Ejanding, en Kalannie aangelegd. Er werd een nevenspoor aan de spoorweg aangelegd dat ook Ejanding werd genoemd. In 1928 veranderde het dorp Ejanding van naam en werd Amery. Het nieuwe dorp Ejanding aan het nevenspoor werd in 1930 officieel gesticht. Van 1916 tot 2000 had Ejanding een basisschooltje.

## 21e eeuw
Ejanding maakt deel uit van het lokale bestuursgebied (LGA) Shire of Dowerin, een landbouwdistrict. Het is een verzamel- en ophaalpunt voor de oogst van de in de streek bij de Co-operative Bulk Handling Group aangesloten graanproducenten.

## Toerisme
Het natuurreservaat Minnivale Reserve ligt nabij Ejanding en staat bekend voor de wilde orchideeën die er groeien.

## Transport
Ejanding ligt 186 kilometer ten noordoosten van de West-Australische hoofdstad Perth, 150 kilometer ten westnoordwesten van Merredin en 15 kilometer ten noordoosten van Dowerin, de hoofdplaats van het lokale bestuursgebied waarvan het deel uitmaakt.